# Nakayamaalgebra
Inom matematiken är en Nakayamaalgebra eller generaliserad uniserial algebra en algebra så att projektiva höger- och vänstermoduler har en unik kompositionsserie (Reiten 1982, p. 39). De studerades ursprungligen Tadasi Nakayama (1940) som kallade dem "generaliserad uniseriala ringar".
Ett exempel på en Nakayamaalgebra är k[x]/(xn) med k en kropp n ett positivt heltal. 